# Unione Sportiva Città di Pontedera
L'Unione Sportiva Città di Pontedera, meglio noto come Pontedera, è una società calcistica italiana con sede nella città di Pontedera, in provincia di Pisa. Milita in Serie C, la terza divisione del campionato italiano.
Nel suo palmarès la squadra può vantare la conquista di un Torneo Anglo-Italiano vinto nel 1985.
Disputa i propri match casalinghi allo stadio Ettore Mannucci.

## Storia

### Le origini e i primi decenni
L'Unione Sportiva Pontedera venne fondata nel 1912 da un gruppo di giovani studenti appassionati di calcio. In quegli anni a Pontedera lo sport che veniva più praticato e seguito con passione era il ciclismo. Una delle società sportive più attive era la S.S. Vigor. ed è proprio con questa e la S.S. Giosuè Carducci che si fonderà la società. Il primo campo di gioco fu concesso da alcuni proprietari vicino alla stazione dove poi sorsero le Manifatture Toscane Riunite qualche anno più tardi. La prima maglia ufficiale era di colore bianco con lo stemma comunale e un motto "Energie concordi nell'amore". Il primo presidente dell'U.S. Pontedera fu Lando Ferretti all'epoca segretario della S.S. Vigor, diverrà poi presidente del CONI. La prima partita fu giocata contro la GERBI di Pisa nel campionato di terza divisione e fu una sonora sconfitta.
Dopo qualche tempo alla società venne concesso l'uso di un altro campo in via Dante. Da lì ha inizio una nuova storia con una nuova maglia neroscudata che sarà quella ufficiale sino al 1928, anno in cui viene adottata la maglia granata che sarà il simbolo sino ai giorni nostri. Sarà poi donata alla società una struttura che sarà storica per i numerosi avvenimenti calcistici avvenuti nel tempo: il Campo Polisportivo Marconcini.
Per concedere un ulteriore salto di qualità il Comune costruì lo Stadio Ettore Mannucci, struttura polivalente e ben organizzata teatro di eventi sportivi di notevole spessore, quali alcune partite del Torneo di Viareggio. Lo stadio,allora Nuovo Stadio Comunale,fu inaugurato nel mese di maggio 1969 ed utilizzato dalla stagione seguente 1969/70
Negli anni hanno militato giocatori prestigiosi che hanno conosciuto anche le glorie della massima serie calcistica italiana come Ettore Mannucci (Juventus, Pro Patria e Siena), Vasco Puccioni (Lucchese), Alfredo Aglietti (Verona, Reggina) e Giulio Drago (Juventus). Inoltre prestigiosi sostenitori e presidenti onorari come Enrico Piaggio, Umberto Agnelli, il pugile di fama internazionale Sandro Mazzinghi ex campione mondiale dei pesi medio leggeri (appassionato sostenitore dell'U.S. Pontedera). Anche Guido Mannari, un attore italiano, vi ha giocato per un certo periodo.  
Il Pontedera ha militato per anni in Serie C senza però mai giungere in B seppure sfiorando la promozione ben 6 volte.
Nella Coppa Italia nel 1938 giunse fino ai sedicesimi di finale dove perse dopo i tempi supplementari con la Roma. La cosa si ripeterà anche l'anno successivo nella stessa fase del torneo perdendo però questa volta 6-1.

### Gli anni ottanta e novanta
Gli anni ottanta e novanta sono caratterizzati dalla fissa presenza nel campionato di Serie C2. Dal 1980 al 1982 i toscani conquistano due promozioni di seguito, vincendo prima il campionato regionale di Promozione e poi il Campionato Interregionale, accedendo al professionismo.
Il Pontedera conquista la Coppa Anglo-Italiana 1985 a Livorno il 1º maggio: Livorno-Pontedera 1-2 (0-0). Da ricordare anche la finale della Coppa Anglo-Italiana 1986 persa conto il Piacenza a Piacenza il 27 aprile: Piacenza-U.S. Pontedera 5-1 (4-0).
La stagione 1993-1994 si può considerare la più felice per il Pontedera. Sotto la guida del presidente Luciano Barachini e dell'allenatore Francesco D'Arrigo, rimase a lungo l'unica squadra imbattuta nei professionisti. Arrivò seconda nel girone B del campionato di Serie C2 ottenendo la promozione in Serie C1.
Quell'anno il Pontedera surclassò L'Aquila e Baracca Lugo vincendo 6-0 con entrambe oltre al 5-0 rifilato al Cecina. Nel derby con il Livorno il 12 dicembre 1993 di fronte a 7 000 spettatori vinse per 1-0. I tifosi livornesi arrabbiati scatenarono violenti scontri con la polizia nella città.
Il 6 aprile 1994 ha battuto la Nazionale di Arrigo Sacchi in un'amichevole di preparazione a USA '94. A Coverciano i granata si imposero per 2-1 con reti di Rossi, Aglietti e gol della bandiera dell'azzurro Daniele Massaro. Al termine del primo tempo il risultato era di 2-0. L'arbitro Pierluigi Collina concesse ben 10 minuti di recupero, ma non furono sufficienti e per il Pontedera fu una vittoria storica.
Nel 1995 tornò in Serie C2 mentre nel novembre 1996 si tolse la soddisfazione di andare a vincere a casa del Livorno.

### Gli anni duemila
Nel 2000, dopo 18 anni consecutivi di Serie C, retrocesse in Serie D. L'anno successivo retrocesse ancora in Eccellenza sotto la presidenza di Roberto Margiotta. Dopo aver militato tre stagioni in Eccellenza, nel 2005 è promossa in Serie D.
A inizio 2006 venne data la notizia dell'imminente acquisto della società da parte dalla Gunther Corporation Nassau di Maurizio Mian (ex presidente del Pisa), il quale per rilanciare l'immagine scelse una inedita triade come presidenti della società: le pornostar Valentine Demy e Karolcia e il rapper Prodical1, con madrina dell'iniziativa la pornostar Cicciolina. L'acquisto però saltò subito dopo le elezioni politiche del 2006.
La squadra è stata inserita nel tabellone principale della Coppa Italia 2008-2009, ma è stata eliminata al primo turno dal Padova, società di due categorie superiori ai granata e vincitore per 8-0.
Nella Serie D 2008-2009 la compagine granata ottiene una salvezza tranquilla nel girone E. Nella stagione 2009-2010 la squadra viene inserita nel girone D della Serie D, dove ottiene la salvezza.

### Il ritorno fra i professionisti
Il 29 giugno 2010 il club viene ricostituito, grazie alla spinta propulsiva del sindaco Simone Millozzi, che nel mese di maggio aveva riunito alcuni imprenditori locali. Il primo luglio successivo l'U.S. Città di Pontedera S.S.D. a r.l. viene affiliata alla FIGC. I soci facenti parte della cordata acquirente affidano la presidenza a Maurizio Casalini; la squadra intanto milita nella Serie D 2010-2011, girone D, che chiude al secondo posto in classifica. I granata vincono poi i play-off del proprio girone sconfiggendo Mezzolara e Virtus Castelfranco, prima di essere eliminati nel triangolare nazionale.
Grazie a tale risultato il club viene ammesso a partecipare alla Coppa Italia 2011-2012 dove viene eliminato al primo turno dal Piacenza perdendo 3-0 la sfida in gara unica; nel frattempo i soci granata decidono la sostituzione alla presidenza di Casalini con Tiziano Orsini, mentre la società si iscrive alla Serie D 2011-2012. In tale stagione il Pontedera viene inserito nel girone E, dove non troverà più le altre squadre della provincia di Pisa e della costa toscana, bensì club provenienti dalla bassa Toscana, dall'Umbria e dall'alto Lazio. Durante questa stagione la corsa del Pontedera è inarrestabile, batte due volte con l'inseguitrice Atletico Arezzo (4-2 in trasferta e 3-0 in casa) e alla fine vince il campionato, conquistando dopo 12 anni la promozione in Lega Pro Seconda Divisione con due giornate di anticipo.
Nel giugno successivo viene nominato Paolo Indiani come nuovo allenatore per la successiva stagione in Lega Pro 2. Pochi giorni più tardi vi è anche un avvicendamento alla presidenza della società: a Tiziano Orsini succede Gianfranco Donnini.
Nella Lega Pro Seconda Divisione 2012-2013 il positivo cammino della squadra, che staziona nelle primissime posizioni della classifica fin dall'inizio del torneo, culmina il 28 aprile con la promozione diretta in Lega Pro Prima Divisione.
Nella stagione seguente il Pontedera milita in Lega Pro Prima Divisione. I granata partono bene conquistando subito le prime posizioni del girone B. A fine campionato arriva ottavo in classifica, conquistando per la prima volta nella sua storia l'accesso ai play-off per la promozione in serie B. L'11 aprile disputa fuori casa la gara unica dei quarti di finale, ma viene eliminato ai rigori dal Lecce (0-0 nei tempi regolamentari e 8-7 dopo i tiri di rigore).
Nel successivo campionato 2014-2015 la squadra granata rimane per tutta la stagione in una tranquilla posizione di metà classifica e chiude al nono posto. Nella seguente stagione 2015-2016 la squadra conclude il torneo al settimo posto, centrando il miglior risultato di sempre della storia del club.
Nelle stagioni successive i granata ottengono sempre la salvezza diretta, chiudendo in posizioni di metà classifica nel campionato di Serie C. Nella primavera del 2022, il nuovo socio di maggioranza del club diventa l'imprenditore Rosettano Navarra. 
Sotto questa dirigenza la squadra stabilisce il proprio record di 60 punti che,unitamente al sesto posto finale,consentono ai granata di disputare il primo turno Play Off tra le mura amiche. La rincorsa alla serie B si interrompe purtroppo al turno successivo sul campo del Gubbio.

## Colori e simboli

### Colori
Il colore sociale è il granata.

Logo in uso fino al 2020

## Strutture

### Stadio
Il Pontedera disputa le partite di casa allo stadio Ettore Mannucci.

## Società

### Organigramma societario
Dal sito ufficiale della società:
- Piero Gradassi - Presidente
- Simone Di Bella - Consigliere C.d.A.
- Paolo Giovannini - Consigliere C.d.A.
- Filippo Tagliagambe - Consigliere C.d.A.
- Luca Boschi - Socio
- Nicola Ferretti - Socio
- Giacomo Masini - Socio
- Marcello Pantani - Socio
- Maurizio Pantani - Socio
- Paolo Giovannini - Amministratore delegato
- Giulia Tanini - Segretario sportivo e S.L.O.
- Mauro Matteoni - Team manager
- Francesco Antonio Cernicchiaro - Resp. settore giovanile
- Francesco Borso - Ufficio stampa
- Filippo Mori - Ufficio stampa

### Sponsor
Di seguito la cronologia degli sponsor tecnici ed ufficiali:
| Cronologia degli sponsor tecnici - fino al 2011 ... - 2011-2012 Erreà - 2012-2014 Sportika - 2014-2017 Givova - 2017- Erreà | Cronologia degli sponsor ufficiali - fino al 2011 ... - 2011-2013 Dixe - 2013-2014 Ghibli/GEU Green Energy Utilities - 2014-2015 +Energia/Ideal bimbo/Corpo Guardie di città - 2015-2016 Corpo Guardie di città/+Energia/Sport for children O.N.L.U.S. - 2016-2017 Corpo Guardie di città - 2017- GEU Green Energy Utilities/Sèleco/Corpo Guardie di città |

### Sezione femminile
Nell'estate del 2017, la società ha costituito la propria sezione femminile, alla guida della squadra mister Renzo Ulivieri nel suo primo anno di attività ha vinto il campionato di Serie C Toscana, venendo promossa in Serie C.
Nella stagione 2019-2020 ha effettuato il nuovo salto di categoria ed è stata promossa in Serie B.

## Diffusione nella cultura di massa
Il Pontedera conobbe una grande popolarità nel 1994, allorquando il 6 aprile sconfisse in amichevole la Nazionale italiana, col punteggio di 2 reti a 1. L'evento ebbe un grande ritorno mediatico anche a causa dell'incrocio di due situazioni fortemente contrastanti: il Pontedera all'epoca militava in Serie C2, la selezione azzurra, guidata dal C.T. Arrigo Sacchi, di lì a poco sarebbe partita alla volta degli Stati Uniti per disputare la Coppa del mondo.

## Allenatori e presidenti
- 1912-1928 ...
- 1928-1929  Dante Filippi
- 1929-1931 ...
- 1931-1932 ... (1ª-?ª)
 Pál Szalay (?ª-18ª)
- 1932-1936 ...
- 1936-1938  Giuseppe Galluzzi
- 1938-1941  Odoacre Pardini
- 1941-1942  Renato Pasquinucci
- 1942-1943  Mario Pizziolo
- 1943-1950 ...
- 1950-1951  Mario Zidarich
- 1951-1952  Vinicio Viani
- 1952-1961 ...
- 1961-1962  Giancarlo Vitali
- 1963-1964  Giancarlo Vitali (1ª-?ª)
 Giuliano Tagliasacchi (?ª-34ª)
- 1964-1967 ...
- 1967-1968  Volturno Diotallevi
- 1968-1970 ...
- 1970-1971  Gustau Biosca
- 1971-1972  Franco Grillone
- 1972-1974 ...
- 1974-1975  Dino Bonsanti
- 1975-1982 ...
- 1982-1983  Sauro Brondi (1ª-?ª)
 Saul Malatrasi (?ª-34ª)
- 1983-1984  Saul Malatrasi (1ª-?ª)
 Idilio Cei (?ª-34ª)
- 1984-1985  Giorgio Canali
- 1985-1986  Marcello Lippi
- 1986-1987  Adriano Lombardi (1ª-?ª)
 Giorgio Canali (?ª-34ª)
- 1987-1988  Roberto Mazzanti
- 1988-1989  Idilio Cei (1ª-?ª)
 Renzo Ronchi (?ª-34ª)
- 1989-1990  Roberto Franzon (1ª-?ª)
 Natalino Fossati (?ª-34ª e spareggio)
- 1990-1991  Franco Melani
- 1991-1992  Amarildo Tavares da Silveira (1ª-25ª)
 Giorgio Canali (26ª-38ª)
- 1992-1993  Giorgio Canali
- 1993-1994  Francesco D'Arrigo
- 1994-1995  Francesco Giorgini (1ª-22ª)
 Aldo Cerantola (23ª-34ª)
- 1995-1996  Rino Lavezzini (1ª-24ª)
 Giovanni Mei (25ª-34ª)
- 1996-1997  Piero Braglia
- 1997-1998  Armando Reggianini e  Fabrizio Tazzioli
- 1998-1999  Marco Masi
- 1999-2000  Armando Reggianini (1ª-6ª)
 Salvatore Vassallo (7ª-27ª)
 Ferdinando Rossi (28ª-34ª e play-out)
- 2000-2001  Sjarhej Alejnikaŭ (1ª-?ª)
... (?ª-34ª)
- 2001-2004 ...
- 2004-2005 ... (1ª-?ª)
 Alessio De Petrillo (?ª-30ª)
- 2005-2007  Davide Cei
- 2007-2010  Marco Masi
- 2010-2011  Giovanni Vitali (1ª-?ª)
 Marco Masi (?ª-34ª e play-off)
- 2011-2012  Marco Masi
- 2012-2017  Paolo Indiani
- 2017-2022  Ivan Maraia
- 2022-2023  Pasquale Catalano (1ª-6ª)
 Massimiliano Canzi (7ª-38ª e play-off)
- 2023-2024  Massimiliano Canzi
- 2024-2025  Alessandro Agostini

- 1912-1919  Lando Ferretti
- 1919-1920  Domenico Pandolfi
- 1920-1928  Ottorino Bellincioni
- 1928-1930  Luigi Boninsegna
- 1930-1932  Alberto Bartoli
- 1932-1934  Giuseppe Mazzesi
- 1934-1935  Piero Pierazzini
- 1935-1936  Ottorino Checchi
- 1936-1937  Edoardo Righi
- 1937-1939  Alberto Baldini
- 1939-1942  Edoardo Righi
- 1942-1943  Arturo Orioli
- 1945-1946  Pier Carlo Masi
- 1946-1947  Ottorino Checchi
- 1947-1948  Gino Pucci
- 1948-1951  Gino Ciappi
 Roberto Rinaldi
- 1951-1953  Gino Ciappi
- 1953-1955  Franco Buzzoni
- 1955-1958  Pier Carlo Masi
- 1958-1959  Giuseppe Vivaldi
- 1959-1965  Arturo Braccini
- 1965-1973  Ivo Fantozzi
- 1973-1974  Mario Mainardi
- 1974-1977  Enzo Capannini
- 1977-1978  Furio Tommasini
- 1978-1979  Ivo Balestri
- 1979-1984  Franco Bacci
- 1984-1989  Edilio Pellinacci
- 1989-2000  Luciano Barachini
- 2000-2003  Roberto Margiotta
- 2003-2008  Carletto Monni
- 2008-2010  Maurizio Accattini
- 2010-2011  Maurizio Casalini
- 2011-2012  Tiziano Orsini
- 2012-2016  Gianfranco Donnini
- 2016-2017  Gianfranco Donnini e  Paolo Boschi
- 2017-2020  Paolo Boschi
- 2020-2023  Piero Gradassi
- 2023-  Simone Millozzi

## Palmarès

### Competizioni interregionali
- Serie D: 2

1966-1967 (girone D), 2011-2012 (girone E)
- Campionato Interregionale: 1

1981-1982 (girone E)

### Competizioni regionali
- Eccellenza: 1

2004-2005 (girone A)
- Promozione: 4

1949-1950 (girone F), 1954-1955 (girone B), 1974-1975, 1980-1981 (girone A)

### Competizioni internazionali
- Coppa Anglo-Italiana: 1

1985

### Competizioni giovanili
- Campionato Ragazzi: 1

1950-1951
- Torneo Internazionale Nereo Rocco: 1

2020
- Memorial Pietro Martinelli: 1

2022

## Statistiche e record

### Partecipazione ai campionati
| Livello | Categoria                 | Partecipazioni | Debutto   | Ultima stagione | Totale |
| ------- | ------------------------- | -------------- | --------- | --------------- | ------ |
| 3º      | Prima Divisione           | 3              | 1932-1933 | 1934-1935       | 31     |
| 3º      | Serie C                   | 26             | 1935-1936 | 2025-2026       | 31     |
| 3º      | Serie C1                  | 2              | 1994-1995 | 2013-2014       | 31     |
| 4º      | Terza Divisione           | 1              | 1926-1927 | 1926-1927       | 44     |
| 4º      | Promozione                | 2              | 1948-1949 | 1949-1950       | 44     |
| 4º      | IV Serie                  | 6              | 1952-1953 | 1958-1959       | 44     |
| 4º      | Serie D                   | 17             | 1959-1960 | 1977-1978       | 44     |
| 4º      | Serie C2                  | 18             | 1982-1983 | 2012-2013       | 44     |
| 5º      | Serie D                   | 9              | 1978-1979 | 2011-2012       | 10     |
| 5º      | Campionato Interregionale | 1              | 1981-1982 | 1981-1982       | 10     |

### Partecipazione alle coppe
| Competizione                    | Partecipazioni | Debutto   | Ultima stagione | Totale |
| ------------------------------- | -------------- | --------- | --------------- | ------ |
| Coppa Italia                    | 14             | 1935-1936 | 2020-2021       | 14     |
| Coppa Italia Semiprofessionisti | 2              | 1972-1973 | 1973-1974       | 30     |
| Coppa Italia Serie C            | 23             | 1982-1983 | 2023-2024       | 30     |
| Coppa Italia Lega Pro           | 5              | 2011-2012 | 2013-2014       | 30     |
| Coppa Italia Serie D            | 7              | 2005-2006 | 2011-2012       | 7      |
| Poule Scudetto                  | 1              | 2011-2012 | 2011-2012       | 1      |

## Tifoseria

### Storia
Il fenomeno ultras a Pontedera si sviluppa verso la fine degli anni '70, la squadra fino a quel momento era seguita da persone che andavano allo stadio solo per assistere alla partita. Il 1979 segna una tappa fondamentale per la storia degli ultras granata: la squadra era appena retrocessa in Promozione, il fenomeno ultras si stava sempre più espandendo e nacque il primo gruppo organizzato: i Boys '79. Nel 1994 nasce il gruppo Torba.

### Gemellaggi e rivalità
Negli anni '80 ci furono degli scontri con Siena, Prato, Massese e Pistoiese.
Pontedera ha conosciuto il proprio periodo d'oro negli anni '90 quando la squadra ha disputato campionati di vertice in Serie C2: di quegli anni si ricordano le partite giocate al cospetto di tifoserie importanti, gli incidenti con i rivali storici ponsacchini e quelli con i tifosi del Livorno. 
Negli anni successivi il Pontedera retrocede fino all'Eccellenza e in queste categorie si vede nascere la rivalità col Forcoli. I forcolesi riescono a espugnare la promozione in Serie D nello spareggio del 2003-2004.
Successivamente la squadra riesce ad approdare in Serie D ritrovando il Viareggio altra rivale storica con la quale ci furono molti scontri nei vari match disputati. Nel 2009 torna il derby con Ponsacco dopo 11 anni a cui seguono degli scontri con le forze dell'ordine durante il breve tragitto.

## Organico

### Rosa 2025-2026
Dal sito ufficiale della società:
| N. |                   | Ruolo | Calciatore           |
| -- | ----------------- | ----- | -------------------- |
| 1  | Italia (bandiera) | P     | Tommaso Vannucchi    |
| 3  | Italia (bandiera) | D     | Edoardo Vona         |
| 4  | Italia (bandiera) | C     | Simone Milazzo       |
| 5  | Italia (bandiera) | D     | Francesco Corradini  |
| 6  | Italia (bandiera) | D     | Ousmane Gueye        |
| 7  | Italia (bandiera) | D     | Francesco Migliardi  |
| 8  | Italia (bandiera) | C     | Niccolò Pietra       |
| 9  | Italia (bandiera) | A     | Jacopo Tarantino     |
| 10 | Italia (bandiera) | C     | Riccardo Ladinetti   |
| 11 | Italia (bandiera) | A     | Simone Ianesi        |
| 13 | Italia (bandiera) | C     | Jacopo Scaccabarozzi |
| 15 | Italia (bandiera) | D     | Luciano Ballan       |
| 16 | Italia (bandiera) | A     | Matteo Polizzi       |

| N. |                       | Ruolo | Calciatore                   |
| -- | --------------------- | ----- | ---------------------------- |
| 17 | Italia (bandiera)     | A     | Pablo Vitali                 |
| 18 | Italia (bandiera)     | D     | Lapo Paolieri                |
| 19 | Italia (bandiera)     | D     | Mattia Pretato               |
| 20 | Italia (bandiera)     | C     | Riccardo Pietrelli           |
| 21 | Italia (bandiera)     | C     | Gabriele Perretta (capitano) |
| 22 | Italia (bandiera)     | P     | Valerio Biagini              |
| 23 | Italia (bandiera)     | D     | Cristian Cerretti            |
| 24 | Italia (bandiera)     | C     | Riccardo Bassanini           |
| 25 | Portogallo (bandiera) | A     | Herculano Nabian             |
| 26 | Italia (bandiera)     | D     | Michele Tempre               |
| 27 | Italia (bandiera)     | A     | Andrea Coviello              |
| 29 | Italia (bandiera)     | A     | Tommaso Andolfi              |

### Staff tecnico
Dal sito ufficiale della società:
- Leonardo Menichini - Allenatore
- Andrea Lisuzzo - Vice allenatore
- Michele Ribechini - Preparatore dei portieri
- Lorenzo Monticelli - Preparatore atletico
- Daniele Zini - Collaboratore tecnico
- Roberto Saglimbeni - Match Analyst
- Dott. Ezio Giunti - Responsabile sanitario
- Fernando Burchi - Medico sociale
- Ivano Andreucci - Massaggiatore
- Andrea Bicchierai - Fisioterapista